# Tulsa
Tulsa er den næststørste by i delstaten Oklahoma i USA og hovedsæde i Tulsa County. Byen ligger ved Arkansasfloden, omkring 60 kilometer nordøst for Oklahoma City.
Flere indianere blev fordrevet til Tulsa-området i 1836, og de kaldte den nye bosættelse Tallahassee. Lewis Perryman byggede et handelssted i Tulsa i 1846. Den lille by, der skød op, kaldte man Tulsey Town. Da postkontoret blev etableret i 1879, fik byen sit nuværende navn.
I 1901 blev der opdaget olie nær byen, og dette førte til en meget hurtig vækst i befolkningstallet. Byen blev til "verdens oliehovedstad", en titel der siden er gået til Houston i Texas. Økonomien i Tulsa er i dag varieret. Foruden naturgas er der også fly- og telekommunikationsindustri i byen.
Tulsa-universitetet, grundlagt i 1894 
som et kristent, privat universitet, ligger i byen.
Bokseren Allan Green er født og opvokset i Tulsa.

## Raceoptøjerne i Tulsa 1921
31. maj 1921 gik flere tusinde bevæbnede hvide indbyggere ind i oliebyens farvede bydel, skræmte beboerne, plyndrede deres hjem og nedbrændte 35 kvartaler. Før aktionen var omme, var flere end 10.000 afroamerikanere hjemløse, og flere end 6.000 interneret i lejre, hvor nogle var henvist til at blive boende i månedsvis.